# DAU. Natasha
DAU. Natasha è un film del 2020 diretto da Ilja Chrschanowski e Jekaterina Oertel.

## Trama
Unione Sovietica, anni Cinquanta. Due donne, Natasha e Olga, lavorano in una mensa di un istituto di ricerca segreto. Dalla mensa passa qualunque tipo di persona, da quelle comuni agli scienziati. Natasha conosce il francese Luc Bigé con cui ha un rapporto sessuale mentre è ubriaco.